# Andrew York
Andrew York (Atlanta, 1958) è un chitarrista, compositore e pittore statunitense.
Dal 1990 al 2006 è stato componente (assieme a Scott Tennant, William Kanengiser e John Dearman) del Los Angeles Guitar Quartet, col quale ha vinto un Grammy Award nel 2005. Ha al suo attivo moltissimi concerti e diverse registrazioni sia da solista che in formazione. 
Andrew York è noto anche come compositore: suoi lavori per chitarra sola e per due chitarre sono stati registrati da importanti interpreti, come John Williams, Christopher Parkening, Andrea Vettoretti.

## Discografia

### Solista
- Perfect Sky (1986)
- Dénouement (1994)
- Into Dark (1997)
- Hauser Sessions (2004)